# Клемешев Сергій Сергійович
Сергі́й Сергі́йович Кле́мешев (нар. 16 лютого 1993 — 1 жовтня 2017) — молодший сержант Збройних сил України, учасник російсько-української війни.

## Життєпис
Народився 1993 року в селі Красносілка (Лиманський район, Одеська область); виріс у багатодітній родині. 2009 року закінчив 9 класів красносільської школи, продовжив навчання у ВПУ № 25 — отримав фах «столяр-тесляр». 2011 року пішов служити строкову службу. Демобілізувавшись, працював продавцем-консультантом, на шкіряному комбінаті та охоронцем — на паркінгу.
Мобілізований у квітні 2014 року, служив у селі Червоний Чабан, на адмінкордоні з окупованим Кримом.
14 лютого 2017 року вступив на військову службу за контрактом. Пройшов курси саперної справи у 143-му центрі розмінування в місті Кам'янець-Подільський, 10 червня прибув на фронт. Молодший сержант, командир інженерно-саперного відділення інженерно-саперної роти групи інженерного забезпечення 1-го механізованого батальйону 28-ї бригади.
1 жовтня 2017-го загинув під час проведення інженерних робіт у «сірій зоні» перед взводно-опорним пунктом поблизу села Богданівка (Волноваський район) — внаслідок підриву на протипіхотній міні ОЗМ-72 — осколкове поранення у скроню.
4 жовтня 2017 року похований в селі Красносілка.
Без Сергія лишились мама Лілія Вікторівна батько, брат, сестра та донька.

## Нагороди та вшанування
- указом Президента України № 42/2018 від 26 лютого 2018 року «за особисту мужність і самовіддані дії, виявлені у захисті державного суверенітету та територіальної цілісності України, зразкового виконання військового обов'язку» — нагороджений орденом «За мужність» III ступеня (посмертно)[1]
- 17 квітня 2018 року у Красносільській школі відкрито меморіальну дошку на честь Сергія Клемешева.